# Vi flytt' int'

"Vi flytt' int'"-knappen som Norrlandsförbundet sålde.

Vi flytt' int' var en kampanj av Norrlandsförbundet i slutet av 1960-talet som riktade sig mot den då kraftiga utflyttningen från Norrland. 
Norrlandsförbundet hävdade att den befintliga arbetskraften i Norrland istället borde stanna kvar och företag skulle stimuleras att söka sig till den befintliga arbetskraften.
Ursprunget var en artikel i Expressen om ett opinionsmöte i lappmarken där man hade deklarerat Vi flytt' int'. Uttrycket fångade Norrlandsförbundet upp och lät trycka en knapp med den texten som slogan. Totalt trycktes knappen i 130 000 exemplar.
I juli 1970 låg Hasse Burmans Vi flytt int på Svensktoppen i tre veckor med en fjärde plats som bästa placering. Kompositör var Thore Skogman.
1971 beslutade Sveriges riksdag om utlokalisering av vissa statliga myndigheter från Stockholm till andra orter i Sverige.